# 2007 na televisão
Nesta página encontram-se os fatos, estreias e términos sobre televisão que aconteceram durante o ano de 2007.

## Eventos

### Venezuela

#### Maio
- 27 de maio — A Radio Caracas Televisión (RCTV) é fechada por ordem do governo de Hugo Chávez, de quem era ferrenha opositora. A emissora era a mais assistida da Venezuela e estava no ar desde 1953. No lugar, transmite a Televisora Venezolana Social (TVes).[1]

## Programas

### Estados Unidos

#### Janeiro
- 8 de janeiro — Estreia Lincoln Heights no ABC Family.

#### Fevereiro
- 5 de fevereiro — Estreia Rules of Engagement na CBS.
- 26 de fevereiro — Estreia The Black Donnellys na NBC.

#### Março
- 15 de março — Estreia October Road no ABC.

#### Maio
- 14 de maio — Termina a 4.ª temporada de Two and a Half Men (no Brasil: Dois Homens e Meio) na CBS.

#### Junho
- 4 de junho — Estreia Nickers na Nickelodeon.
- 8 de junho — Termina Ned's Declassified School Survival Guide (no Brasil: Manual de Sobrevivência Escolar do Ned) na Nickelodeon.
- 28 de junho — Estreia Burn Notice na USA Network.

#### Julho
- 19 de julho — Estreia Mad Men no AMC.
- 23 de julho — Estreia Access Hollywood na NBC.

#### Agosto
- 7 de agosto — Estreia LA Ink no TLC.
- 10 de agosto — Estreia Flash Gordon no SyFy.
- 13 de agosto — Estreia Californication da Showtime.
- 24 de agosto — Termina Danny Phantom na Nickelodeon.

#### Setembro
- 8 de setembro — Estreia iCarly na Nickelodeon.
- 14 de setembro — Estreia  Out of Jimmy's Head no Cartoon Network.
- 16 de setembro — Termina Drake & Josh na Nickelodeon.
- 19 de setembro
  - Estreia Gossip Girl no The CW.
  - Estreia Kitchen Nightmares na Fox.
- 24 de setembro
  - Estreia Chuck na NBC.
  - Estreia da 1.ª temporada de The Big Bang Theory na CBS.
  - Estreia da 5.ª temporada de Two and a Half Men (no Brasil: Dois Homens e Meio) na CBS.
- 26 de setembro — Estreia Bionic Woman (no Brasil: A Mulher Biônica) na NBC.

#### Outubro
- 12 de outubro — Estreia Wizards of Waverly Place (no Brasil: Os Feiticeiros de Waverly Place) no Disney Channel.

#### Novembro
- 10 de novembro — Termina That's So Raven (no Brasil: As Visões da Raven) no Disney Channel.

#### Dezembro
- 26 de dezembro — Estreia Transformers: Animated na Cartoon Network.

### México

#### Janeiro
- 22 de janeiro — Estreia Destilando amor em Las Estrellas.

#### Outubro
- 22 de outubro — Estreia Palabra de mujer (no Brasil: Palavra de Mulher) no Las Estrellas.

#### Novembro
- 10 de novembro — Estreia Tormenta en el paraíso (no Brasil: Tempestade no Paraíso) no Las Estrellas.

### Argentina

#### Março
- 21 de março — Estreia Casi ángeles (no Brasil: Quase Anjos) na Telefe.

### Portugal

#### Fevereiro
- 16 de fevereiro — Termina Jura na SIC.
- 19 de fevereiro — Estreia Vingança na SIC.

#### Março
- 31 de março — Termina Tempo de Viver na TVI.

#### Abril
- 10 de abril — Estreia As Tardes da Júlia na TVI.

#### Agosto
- 11 de agosto — Termina Tu e Eu na TVI.
- 20 de agosto
  - Estreia Didático na SIC.
  - Estreia Quando o Telefone Toca na SIC.

#### Setembro
- 16 de setembro — Termina Doce Fugitiva na TVI.

#### Novembro
- 16 de novembro — Termina Vingança na SIC.

### Japão

#### Fevereiro
- 15 de fevereiro — Estreia Naruto Shippuden na TV Tokyo.

## Por país
- 2007 na televisão brasileira